# Surcharge tarifaire maritime
Les surcharges tarifaires maritimes sont des frais perçus par les prestataires de transport maritime en supplément du tarif négocié d'accord-partie et qui dépendent d'un contexte spécifique.
La tarification du transport de fret par voie maritime se distingue par sa complexité.
Héritage d'une longue histoire (comparé au transit aérien), aucune harmonisation « mondiale » ne semble réalisable.
Cependant certaines surcharges sont très répandues.

## Bunker adjustment factor
Cette surcharge tarifaire correspond aux fluctuations du cours du pétrole brut. Compte tenu des consommations des navires modernes, les compagnies maritimes ont commencé à l'appliquer à la suite du premier choc pétrolier de 1973. Elle est restée depuis à l'ordre du jour.

## Currency adjustment factor
Cette surcharge tarifaire correspond aux fluctuations du cours du dollar. La grande majorité des taux de fret maritimes étant calculés en dollars US, les compagnies se couvrent contre les risques de change grâce à cette surcharge.

## Terminal handling charge
Les THC représentent les frais de manutention au port de chargement et de déchargement.
Le montant peut en être fixe dans le cas d'un conteneur (prix par conteneur) ou variable dans le cas de fret conventionnel (c'est-à-dire « non conteneurisé »). Dans ce cas le tarif s'entend par tonne et peut être soumis à diverses surtaxes (taille ou poids « excessif »).

## Origin receipt charge
Cette surcharge est payable uniquement au départ des ports de Chine. Elle permet de financer le développement très rapide des ports chinois.

## Congestion portuaire
Les congestions portuaires sont liées à un déséquilibre entre les possibilités opérationnelles d’un port face à l’affluence des navires. Un navire se présentant dans l’un de ces ports devra attendre – parfois plusieurs jours – avant de pouvoir décharger sa cargaison. Les compagnies appliquent donc une surcharge afin de compenser cette « perte de revenus ».
Les principaux ports soumis à une congestion sont les ports de Méditerranée (Algérie, Libye…) et du golfe Persique.